# Kerngebiet
Ein Kerngebiet ist ein Baugebiet, das nach § 7 Abs. 1 der deutschen Baunutzungsverordnung vorwiegend der Unterbringung von Handelsbetrieben und zentralen Einrichtungen der Wirtschaft, der Verwaltung und der Kultur dient. Zulässig sind neben Geschäfts-, Büro- und Verwaltungsgebäuden auch Anlagen für kirchliche, kulturelle, soziale, gesundheitliche und sportliche Zwecke, Vergnügungsstätten sowie bestimmte Wohnungen. Wenn besondere städtebauliche Gründe dies rechtfertigen, kann für Teile eines Kerngebiets ein bestimmter Anteil an Wohnungen festgesetzt werden (§ 7 Abs. 4 BauNVO). Das Kerngebiet ist in den meisten Städten mit der Innenstadt identisch.